# Missile mer-sol
Pour les articles homonymes, voir Missile (homonymie).
Les missiles mer-sol sont des missiles destinés à l'attaque d'objectifs terrestres par des forces navales. On distingue deux types de missiles mer-sol, selon leur trajectoire et leur emploi :
- les missiles balistiques : lancés par sous-marin nucléaire lanceur d'engins, ils arment les forces de dissuasion nucléaire et sont également désignés MSBS (Mer-Sol Balistique Stratégique) ou, en anglais, SLBM (Submarine-Launched Ballistic Missile) .

- les missiles de croisière : tirés soit d'un navire de surface soit d'un sous-marin, leur emploi est tactique et leur charge soit nucléaire soit conventionnelle. Ces missiles sont lancés à partir de tubes lance-torpilles ou de silos verticaux.

## France

### Missiles balistiques stratégiques

Comparaison des missiles M4, à gauche, à bord d'un SNLE et, à droite, M45 et le futur M51 à bord d'un SNLE-NG avec, à l'extrême droite, un Trident II américain.

- M1 : premier MSBS, c'est un missile à deux étages, il équipe à partir de 1971 le premier SNLE « Le Redoutable ». Il est retiré du service en 1977 avec l'arrivée du M20. Il avait une portée d'environ 3 000 km.
- M2 : il diffère du M1 par une portée utile accrue. Il entre en service en 1974.
- M20 : ce missile d'une charge d'une mégatonne est à deux étages. Il entre en service en 1977 et est retiré en 1991.
- M4 : premier MSBS à têtes nucléaires multiples (MIRV). Ce missile à trois étages remplace le M20 à partir de 1985. Il a une portée de 5 000 km.
- M45 : le M45 remplace le M4 à partir de 1997, la différence entre ces deux versions se situe dans la partie contenant la charge utile, les têtes sont en effet « furtives » et les aides à la pénétration sont d'une génération nouvelle. Il a une portée de 6 000 km.
- M51 : cette nouvelle génération de missiles est en service depuis 2010 en remplacement des missiles M45. D'une taille plus importante, ils arment les 4 SNLE de la classe Le Triomphant. Il diffère du M45 par une capacité d'emport et une portée plus importante (8 000 km).

### Missiles de croisière
- Missile de croisière naval : mise en service prévue en 2015, portée d'un millier de kilomètres, charge conventionnelle. Ce missile est prévu pour équiper les nouveaux SNA de la classe Suffren et les frégates Aquitaine

## États-Unis

### Missiles balistiques stratégiques

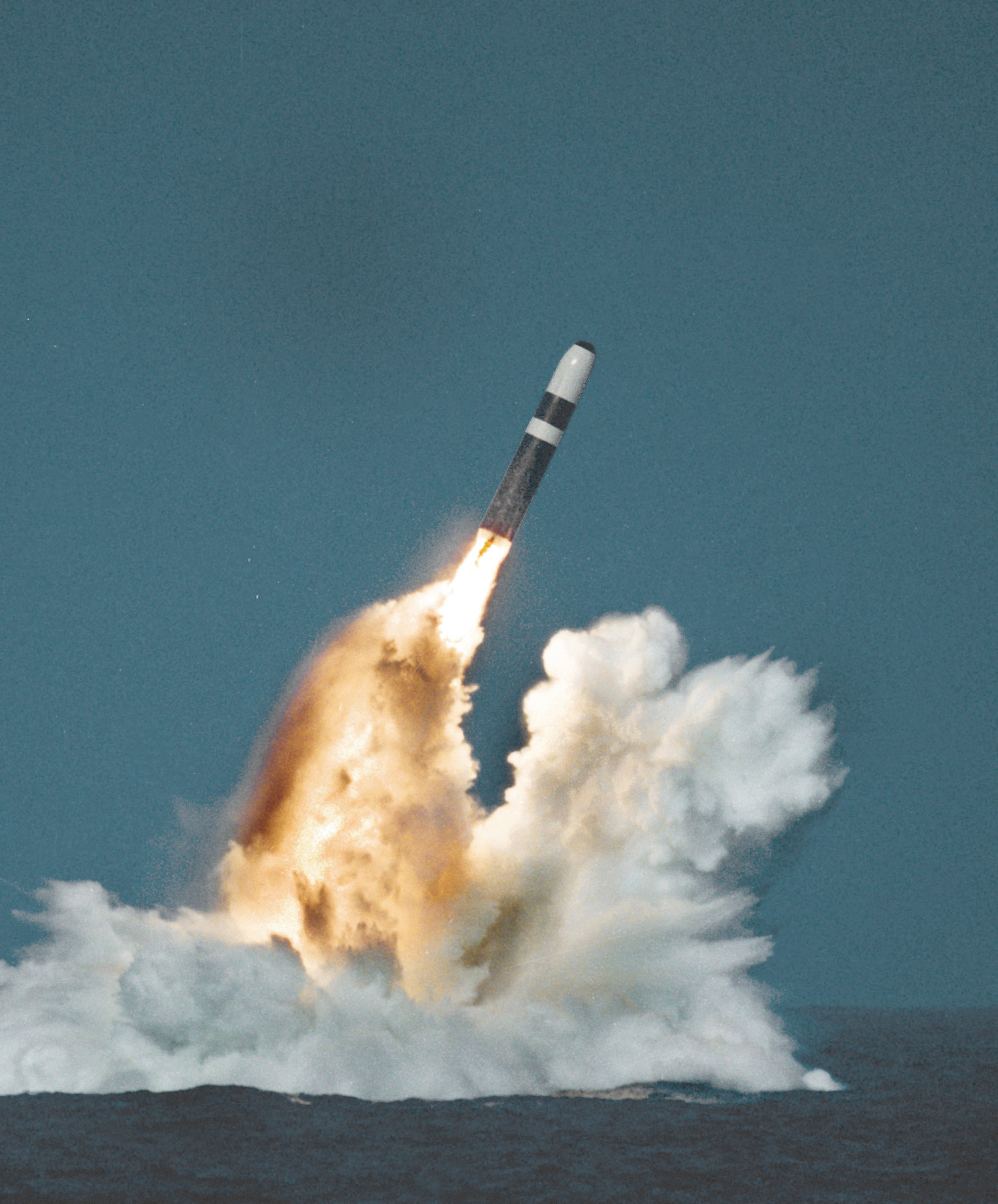
Lancement d'un Trident II.

- UGM-27 Polaris : premier missile balistique tiré d'un SNLE, il est entré en service en 1960.
- UGM-73 Poseidon : deuxième génération de missile balistique mer-sol; entrée en service de 1970 à 1992.
- Trident II (D5) : missile balistique à 3 étages, d'une masse de 57 tonnes au lancement et mesurant 13,90 m de hauteur. Opérationnel depuis 1990, il peut emporter jusqu'à 8 têtes MIRV de 100 kt et a une portée de 12 000 km.

### Missiles de croisière
- Tomahawk BGM-109 : missile de croisière pouvant être équipé d'un tête conventionnelle ou nucléaire. Il vole à une vitesse subsonique de l'ordre de 900 km/h (environ mach 0,7) et a une portée maximale de 2 500 km.

## Russie

### Missiles balistiques stratégiques

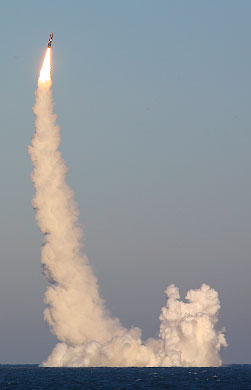
Tir d'essai du Bulava en 2011 depuis le K-535 Iouri Dolgorouki

- R-11M (code OTAN : SS-1C Scud) (1958 à 1965), Une version tirée depuis un sous-marin baptisée R-11FM est testée à compter de février 1955 sur la base de lancement de Kapustin Yar puis en octobre 1955 depuis le sous-marin B-57 en mer Blanche.
- R-13 (SS-N-4 Sark) (1961 à 1975)
- R-21 (SS-N-5 Sark) (1963 à 1989), premier missile nucléaire soviétique qui peut être lancé à partir d'un sous-marin immergé.
- R-27U Zyb (SS-N-6 Serb) (1974 à 1990)
- R-29 Vysota (SS-N-8 Sawfly)
- R-31 (en) (SS-N-17 Snipe) (1980 à 1991)
- R-29R Volna (SS-N-18 Stingray)
- R-29RM Shtil (SS-N-23 Skiff) (2007 - )
- Boulava, nom officiel :  Р-30 3М30 «Булава» : missile balistique à 3 étages en cours d'essais dans les années 2000, peut emporter jusqu'à 10 MIRV à 8 000 km. La production en série a débuté en 2008[1] dans une usine de Votkinsk[2] pour équiper les SNLE classe Boreï de la marine de guerre russe[3].

### Missiles de croisière
- 3M-54 Kalibr : missile de croisière pouvant être équipé d'un tête conventionnelle ou nucléaire. Destiné à la lutte antinavire (lancé à partir d'un navire de surface ou d'un sous-marin, aéroporté ou depuis un lanceur côtier) ou la destruction de cible terrestre ou la lutte anti-sous-marine.

Plusieurs variantes existent : les unes tirées à partir de navires de surface (Club-N), d'autres à partir de sous-marins en plongée (Club-S) .
- 3M-14 (3M-14K, 3M-14T) - Version d'attaque au sol à guidage inertiel, longue de 6,2 m avec une charge de 400 kg et une portée de 1500 km ou 200 kg (thermonucléaire) à 2500 km. Subsonique en phase terminale.

- 91RE1 - Version anti-sous-marine à lancement vertical d'un sous-marin, longue de 8 m avec une charge de 76 kg et une portée de 50 km ;

- 91RTE2 - Version anti-sous-marine à lancement vertical d'un navire de surface, longue de 6,5 m avec une charge de 76 kg et une portée de 40 km. Supersonique en phase terminale.

## Liens